# 刘铁梁
刘铁梁（1946年1月—），男，辽宁绥中人，中国民俗学家，北京师范大学文学院教授、博士生导师，曾任中国民间文艺家协会副主席。